# Govern Provisional Rus
El Govern Provisional Rus es va formar a Petrograd després del deteriorament de l'imperi Rus i l'abdicació del tsar. Quan l'autoritat del govern del tsar va començar a fallar el març de 1917, dues institucions rivals, la Duma i el Soviet de Petrograd, competien pel poder. Com a compromís, es va formar un govern provisional que havia de dirigir el país fins a les eleccions de l'assemblea constituent.
Quan el tsar Nicolau II va abdicar el 15 de març i el seu germà, el Gran Duc Miquel, va rebutjar el tron l'endemà, el govern provisional va regir Rússia de manera formal, però el seu poder estava en realitat limitat per la creixent autoritat del Soviet de Petrograd. El govern provisional va tenir èxit en l'organització de les eleccions, però va fracassar en l'intent de finalitzar la participació russa en la Primera Guerra Mundial (organitzant l'Ofensiva Kérenski), debilitant així la seva popularitat entre els detractors de la guerra.
Al principi el govern va ser presidit pel Príncep Georgui Ievgenievitx Lvov i després per Aleksandr Kérenski. El govern va ser substituït després pels bolxevics que van instaurar el seu propi «govern provisional» en l'etapa d'octubre de la Revolució Russa. Més tard, quan l'assemblea constituent va ser dissolta, el govern bolxevic va ser nomenat de nou.

## Primers ministres del govern provisional
- Príncep Georgui Ievgenievitx Lvov (23 de març - 21 de juliol)
- Aleksandr Kérenski (21 de juliol – 8 de novembre)